# Dilley (Texas)
Dilley é uma cidade localizada no estado norte-americano do Texas, no Condado de Frio.

## Demografia
Segundo o censo norte-americano de 2000, a sua população era de 3674 habitantes.
Em 2006, foi estimada uma população de 4145, um aumento de 471 (12.8%).

## Geografia
De acordo com o United States Census Bureau tem uma área de
6,0 km², dos quais 6,0 km² cobertos por terra e 0,0 km² cobertos por água. Dilley localiza-se a aproximadamente 171 m acima do nível do mar.

## Localidades na vizinhança
O diagrama seguinte representa as localidades num raio de 32 km ao redor de Dilley.